# Edificio Forestal
El edificio Forestal es una construcción moderna de mediados del siglo XX situada en la ciudad española de Albacete.

## Historia
El edificio fue proyectado en 1968 por el arquitecto Manuel Carrilero de la Torre por encargo de la cooperativa de viviendas Forestal, de ahí su nombre.

## Características
El edificio, de estilo moderno, está situado en la plaza Benjamín Palencia de la capital albaceteña, en pleno Centro de la ciudad. Está compuesto por 71 viviendas en tres bloques de 12, 19 y 6 plantas. Mide 64,85 metros, siendo uno de los edificios más altos de la ciudad.
Los materiales empleados para su construcción son el metal y el hormigón armado. Es uno de los edificios más significativos de su época. Las terrazas poseen una geometría poligonal.